# Sのための覚え書き かごめ荘連続殺人事件
『Sのための覚え書き かごめ荘連続殺人事件』（エスのためのおぼえがき かごめそうれんぞくさつじんじけん）は、矢樹純による日本の長編推理小説。
第10回『このミステリーがすごい!』大賞の最終選考で受賞には至らず落選したが、隠し玉（編集部推薦）として出版されることとなった。

## ストーリー
おぞましい因習の残る青森県P集落へ20年ぶりに帰郷する「私」は、途中の新幹線で同じ場所を目指す心理カウンセラー・桜木と出会う。
しかし雪に閉ざされた縁切り寺の《かごめ荘》で、同行していた「私」の同僚の大学教授・三崎忍が姿を消し、さらには“切断された正体不明の男の遺体”、“本人の足跡しか残っていない雪の上の焼死体”が発見されるなど、不可解な連続殺人事件が発生する。

## 主な登場人物
矢樹純
大学准教授。故郷である青森県P集落へ20年ぶりに帰郷する。
三崎忍
矢樹純と同じ大学に勤務する社会学の准教授。P集落の縁切り寺の《かごめ荘》を訪れなければならない特殊な事情を抱えている。
桜木静流
《かごめ荘》に派遣された心理カウンセラー。
来栖梨絵
P集落に暮らす矢樹純の従姉。
李崩媛
《かごめ荘》に滞在するP集落の住人。